# Australian Natives Association

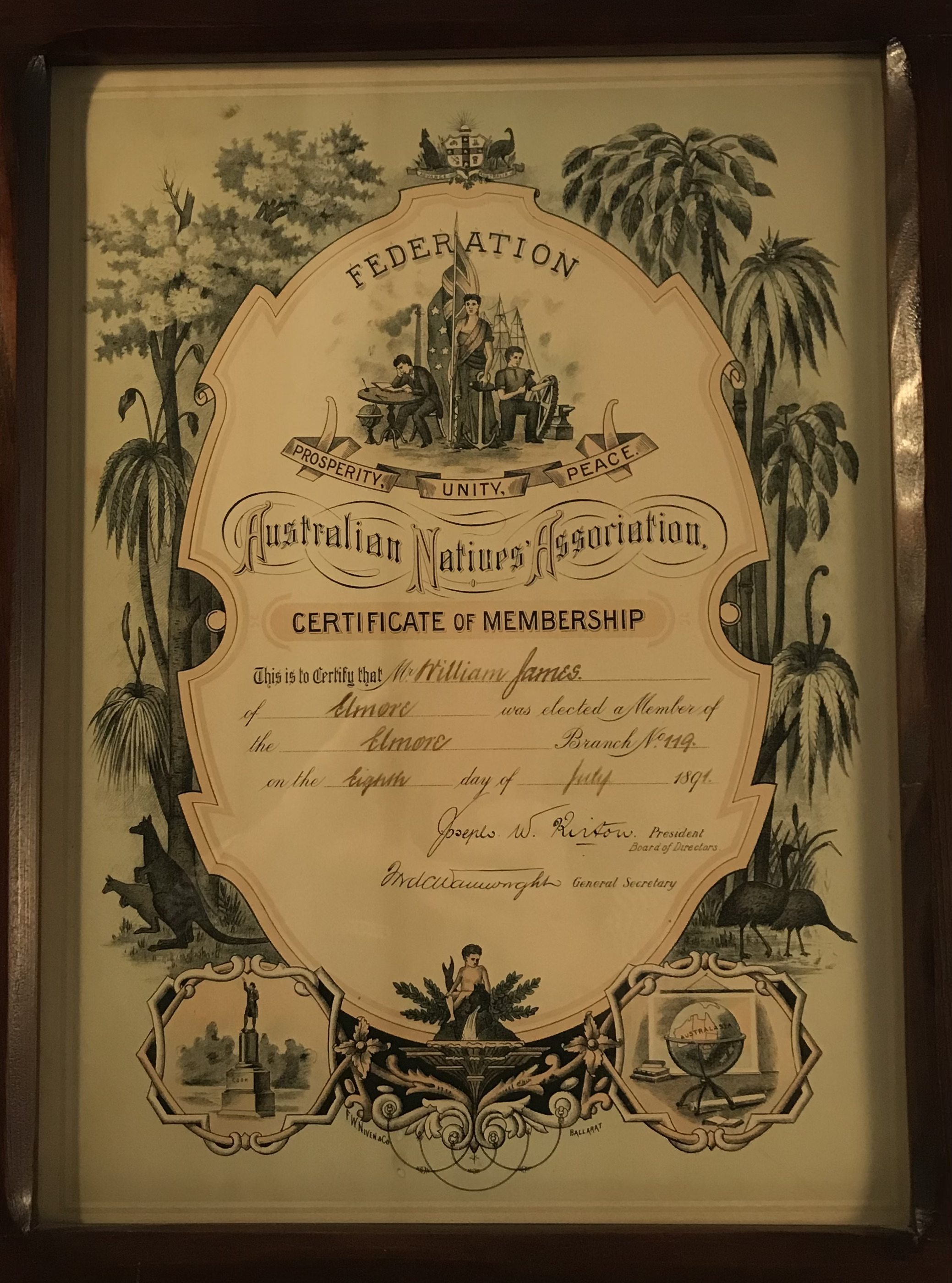
Mitgliedsbestätigung in der Australian Natives' Association

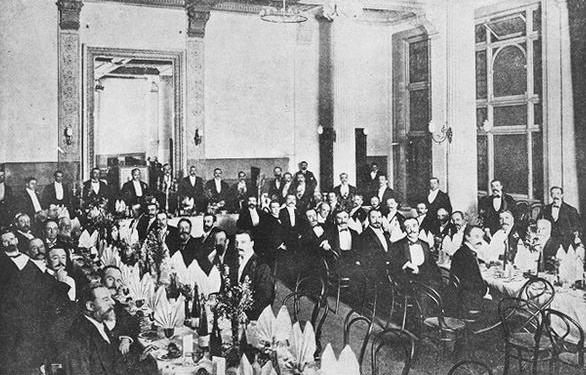
Bankett der Australian Natives' Association zur Ehre des Premierministers Edmund Barton (1901)

Die Australian Natives’ Association (ANA) wurde als Wohlfahrtsorganisation in Melbourne in Victoria am 24. April 1871 von einer Gruppe junger weißer Männer gegründet, die in Australien geboren worden waren. Das Ziel dieser Bevölkerungsgruppe war die Beseitigung von Nachteilen, die sie in Australien gegenüber den Briten erfuhr. Die letzte ANA-Organisation wurde 2007 aufgelöst.

## Ziele
Die Australian Natives’ Association war nicht nur eine Wohltätigkeitsorganisation, sondern auch maßgeblich an der Herausbildung und Verbreitung der rassistischen White Australia Policy beteiligt und initiierte eine strikte Migrations- und Asylpolitik Australiens, die bis heute wirkt. Der Australia Day, der wegen ihres abgekürzten Namens auch ANA Day genannt wurde und wird, geht auf ihre Initiative zurück. Die Australian Natives’ Association hatte bedeutenden Anteil an der Staatsgründung des Commonwealth of Australias, der im Jahr 1901 dazu führte, dass die sechs britischen Kolonien im sogenannten Australischen Bund als Staat zusammenfasst werden konnten.

## Finanzierung
Die Australian Natives’ Association finanzierte sich über Sammlungen und Spenden, womit sie ihre Mitglieder und deren Witwen sowie Nachkommen im Falle von Krankheit und Beerdigungen unterstützte. Die Organisation hatte keinen Verwaltungsapparat.
Ein eigenes Journal gab die Australian Natives’ Association von 1897 bis 1919 mit dem Namen  Advance Australia (Vorwärts Australien) heraus. Der Titel des Journals Advace Australia wurde ab 1920 zum Slogan der Organisation.

## Geschichte

### Ab den 1870er Jahren

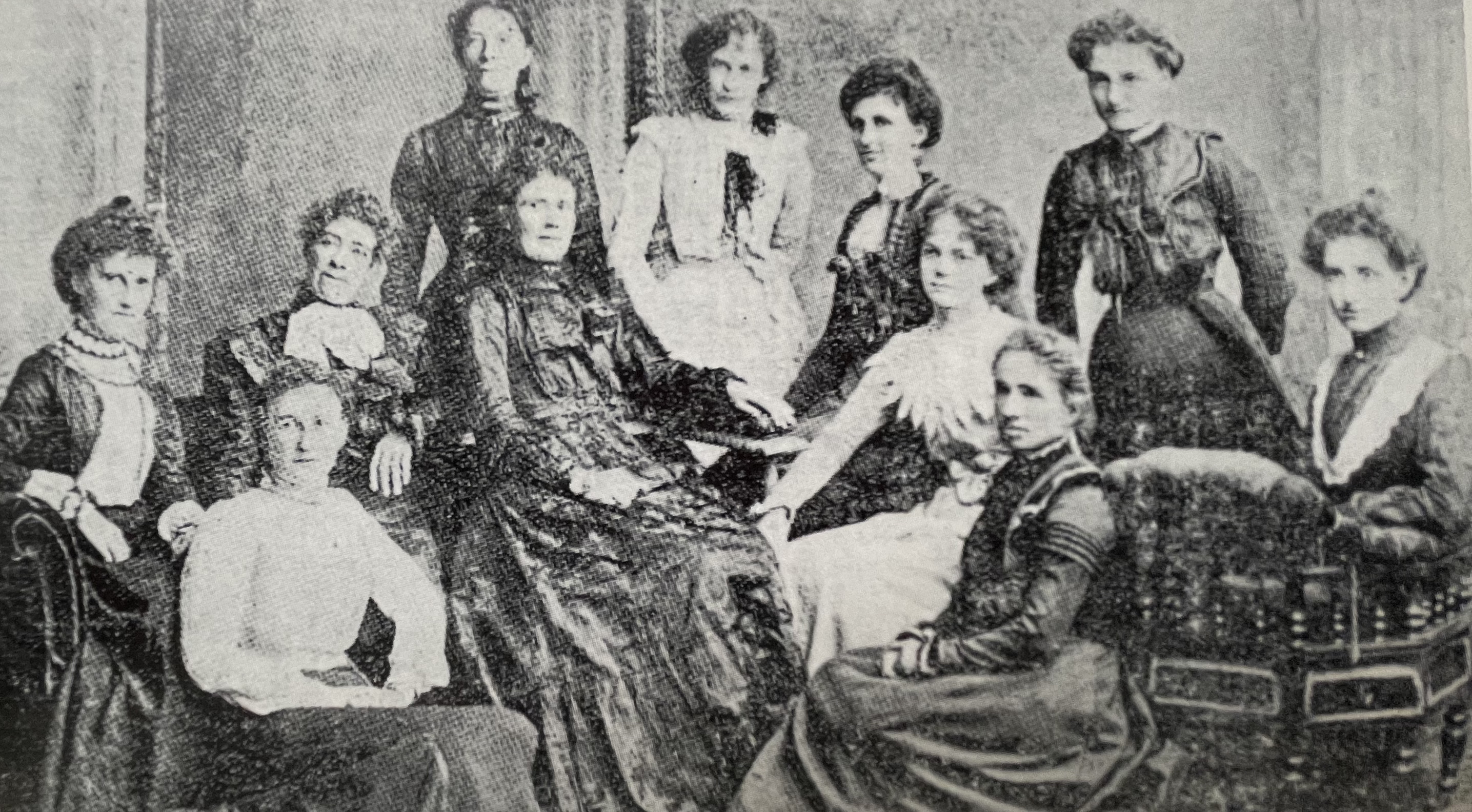
Direktorinnen der eigenständigen Australasian Women’s Association (November 1900)

Nach ihrer Gründung in 1871 war die Australian Natives’ Association vor allem stark in Victoria bis gegen Ende der 1890er Jahre vertreten. Die Organisation plädierte zwar verschiedentlich bereits in den 1890er Jahren für das Frauenwahlrecht in der Verfassung, aber Frauen konnten nicht Mitglied werden. Daraufhin gründeten Frauen im Jahr 1900 keine Organisation der Frauen innerhalb der Australian Natives’ Association, sondern eine eigenständige Frauenorganisation, die Australasian Women’s Association (AWA). Erst ab dem Jahr 1964 konnten Frauen Mitglieder in der Australian Natives’ Association Mitglied werden.
Ab 1910 hatte die Australian Natives’ Association australienweit politischen und sozialen Einfluss gewonnen. Darüber hinaus verfolgte sie eigene bildungspolitische Vorstellungen wie eine säkulare Schulbildung. Sie zählte im Jahr 1910 28.884 Mitglieder, die nicht nur aus allen Schichten des Landes kamen, sondern aus allen Teilen Australiens. Einfluss gewann sie auch über die Premierminister des frühen Australiens, die auch Mitglieder der Australian Natives’ Association waren. Es waren dies Edmund Barton, Alfred Deakin, James Scullin (alle Protectionist Party) und Frank Forde (Australian Labor Party). Neben sozialen und bildungspolitischen Belangen unterstützte die Australian Natives’ Association den Schutz nationaler Pflanzen, setzte sich für den Australia Day ein, verwendete Ortsnamen der Aborigines und initiierte die Bewegung für die Gütemarke Made in Australia.

### Ab den 1960er Jahren
In den 1960er Jahren übernahm die Australian Natives’ Association Geschäftsaktivitäten im Wohnungsbau, für Lebensversicherunge, Altersheime und Zahnkliniken.
Sie zählte im Jahr 1975 95.000 Mitglieder und unterstützte 250.000 Menschen. 1993 fusionierte die Australian Natives’ Association mit der britischen Manchester Unity, die bereits 1840 gegründet worden war, zur Australian Unity. Ihre sozialen und bildungspolitischen Aufgaben übernahm immer mehr der australische Staat und die letzte regionale Australian Natives’ Association gab im Jahr 2007 ihre Tätigkeit auf.